# Nunu Khumalo
Nqobile Nunu Khumalo (nacida el 15 de abril de 1992), es una actriz y modelo sudafricana, conocida por sus papeles en las series de televisión Isibaya, Soul City y Scandal!.

## Biografía
Khumalo nació el 15 de abril de 1992 en Mpumalanga, Sudáfrica en una familia Siswati. Cuando tenía dos meses, su familia se mudó a Johannesburgo. En 2012, asistió a la Escuela Diocesana para chicas de St Mary, Pretoria, para su educación secundaria. Luego se unió al Instituto de Graduados Midrand y completó una licenciatura en Periodismo.

## Carrera
En 2013, debutó en televisión durante la primera temporada de la popular serie de televisión Isibaya. En la misma, interpretó el papel de 'Cindy'. En 2016, dio vida al personaje de 'Hlengiwe Twala', en la serie dramática de eTV Scandal!. Su actuación le valió un Premio Internacional como Mejor Actriz Africana en el  Festival Internacional de Cine Nueva Visión, celebrado en Ámsterdam, Países Bajos, en 2019.
También actuó en la serie de televisión Soul City donde interpretó al popular personaje 'Relebogile “Riri' 'Diholo'.

## Filmografía
- Isibaya como Cindy
- Broken Vows como Zandile
- High Rollers como Thandi
- Gauteng Maboneng Beautiful Lady
- Loxion Lyric’ como Nhlahla
- Mfolozi Street como Judith
- Saints and Sinners como Lerato
- Madiba
- Rockville como Nosipho
- She's The One como ella misma
- The Herd como Dudu
- Task Force como Lisa
- Soul City como Relebogile “Riri“ Diholo
- Scandal! como Hlengiwe Twala